# Храм Рождества Иоанна Предтечи на Пресне
Храм Рождества́ Иоа́нна Предте́чи на Пре́сне — православный храм в Пресненском районе Москвы. Относится к Центральному благочинию Московской епархии Русской православной церкви.

## История

### XVII век
Скорее всего, временем начала и окончания строительства первого деревянного храма Рождества святого Иоанна Предтечи можно считать 1685 год. Этому предположению не противоречит и то обстоятельство, что храмовая икона «Рождество святого Иоанна Предтечи» датирована в надписи на ней 1686 годом. В то время год начинался 1 сентября, таким образом, икона могла быть закончена и поставлена в иконостас к освящению храма осенью 1685 года.
В переписной книге церковь не описана. Как она выглядела — неизвестно, но её местоположение на церковной земле представимо. Выход из церкви, естественно обращённый на запад, открывался на улицу, ведущую к Ваганькову, — не к современному кладбищу, а к тому месту, на котором находится Никольская церковь. Справа от храма через переулок располагался обширный двор настоятеля священника Варфоломея (Кузмина). Слева по выходу из церкви располагались узко нарезанные дворы предтеченского причта, упомянутые в описях. Таким образом, зафиксировано расположение земельных участков, показанное впоследствии на картах и сохранившееся до наших дней. Оно сложилось с конца XVII века при отводе церковной земли под храм, кладбище и дворы причта. Сама церковь при этом выходила непосредственно к переулку и располагалась примерно на месте современной колокольни и притвора. Когда позднее вместо неё стали строить каменный храм, его заложили, отступя к востоку, на его теперешнем месте, и после освящения деревянный храм был разобран. Новый храм оказался в глубине церковной земли, что, видимо, всегда сознавалось как неудобство.

### XVIII век
После сооружения деревянного храма слобода на Пресне продолжала строиться и расти. Согласно Переписной книге 1696 года, в ней насчитывалось уже 330 дворов, часть которых относилась к Никольскому приходу. Первые сведения о Предтеченском приходе даются в 1693 году. В то время в нём было 196 дворов, к 1702 году их число выросло до 240. Приход увеличивался, и поскольку более половины людей в нём были весьма состоятельными, то по прошествии тридцати лет со времени постройки деревянного храма зашла речь о сооружении каменного.
В прошении 1714 года было написано: «В прошлых годех построена у нас приходская церковь деревянная во имя Рождества Иоанна Предтечи, что за рекою Преснею, которая от давних лет весьма обветшала». Вместо неё просили дать указ построить каменную церковь. Очевидно, строительство началось, но вскоре было прервано, так как вышел указ, запрещающий каменное строительство по всей империи ради скорейшего возведения Санкт-Петербурга. В 1728 году запрет был отменен, строительство храма возобновилось.
7 декабря 1731 года священник Пётр (Михайлов) с приходскими людьми просили в Синодальном Казённом приказе об освящении новопостроенного придела во имя Иоанна Воина. Предположительно под Рождество Христово в 1734 году протопоп (благочинный) Никифор (Иванов) освятил каменный храм.
В 1756 году Священный Синод дал разрешение митрополиту Самтаврийскому и Горийскому Роману (Эристави), который был главой Грузинской православной церкви, освятить этот храм по архиерейскому чину. С тех пор в храме можно было проводить богослужения, а также посвящать священнослужителей для грузинских приходов, расположенных на территории Российской империи. Это решение было связано с тем, что в 1729 году на Пресне была основана Грузинская слобода, где располагались и покои митрополита. Однако деревянный храм храм Георгия Победоносца в Грузинах 6 января 1779 сгорел, а каменный храм в  был освящён только в 1800 году. Таким образом, храм Рождества Иоанна Предтечи на Пресне стал церковно-административным центром для грузинских приходов в России и, возможно, был подворьем Грузинской православной церкви в Москве. Митрополит Роман (Эристави)  был похоронен за алтарём пресненского храма, о чём сохранилась белокаменная доска над жертвенником главного алтаря.

### Первая половина XIX века
В 1804 году сгорела деревянная колокольня храма. Его внешний вид с несимметрично расположенным левым приделом и устаревшей архитектурой тогда явно отставал от времени, и духовенство и прихожане решились на серьёзный проект: построить новую каменную трехъярусную колокольню высотой более 25 метров с крестом, вынеся её из глубины участка на красную линию улицы, и после этого соединить оба строения в единое целое.
Колокольня в стиле классицизм строилась с 1806 по 1810 год под руководством церковного старосты купца Фёдора Резанова. Её нижний ярус, прямоугольный, с рустованными углами, представлял собою не только основание для верхних ярусов, но и торжественно устроенный вход в храм с использованием палладианского мотива сдвоенной арки, вписанной в рустованные пилоны. В настоящее время этот мотив сохранился только в передней, западной части колокольни. С юга и севера колокольню позднее застроили, что лишило её большей выразительности. В то время во всей пресненской округе не было ни одной подобной колокольни. Исключение составляла лишь огромная четырёхъярусная колокольня церкви Покрова Богородицы в Кудрине.
Создателем проекта трапезной храма был хорошо известный в тогдашней Москве архитектор Фёдор Михайлович Шестаков. Точных сведений о том, когда завершилось строительство трапезной не сохранилось, однако, согласно смете, строительные работы должны были быть произведены в течение лета 1828 года. Среди поручителей о строении трапезной в 1828 году первым от прихожан подписался статский советник Николай Васильевич Ушаков.
В январе 1843 года был освящен южный придел Софии Премудрости Божией, устроенный на средства доктора медицины Матвея Яковлевича Мудрова.

### Вторая половина XIX — начало XX века

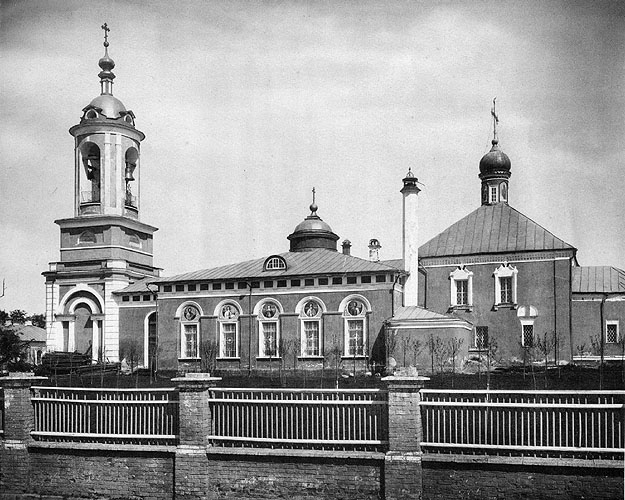
Церковь в 1882 году. Вид с юга. Фотография Николая Найдёнова

В мае 1889 года отец Феодор Ремов и староста Митюшин обратились в городскую управу за разрешением сломать на церковной земле все существующие строения и построить заново каменный двухэтажный дом и одноэтажный каменный сарай. Речь шла о возведении взамен деревянных домов, принадлежавших диакону, дьячку и пономарю нового каменного дома причта. Вскоре по завершении строительства дома причта летом 1892 года на пустом церковном месте началось строительство ещё одного жилого строения, а 10 октября 1893 года состоялось освящение и открытие церковно-приходской школы на верхнем этаже и богадельни на нижнем.
К концу XIX века возникла необходимость увеличения трапезной части церкви. Это было связано с прибавлением числа живущих в приходе людей и увеличением церковного имущества — старых помещений для его хранения уже не хватало.
Вскоре после освящения богадельни и школы священники и староста церкви приступили к новому строительству и в январе 1894 года обратились за благословением к митрополиту Московскому и Коломенскому Сергию, в котором значилось: «Прихожанин церкви Рождества Святаго Иоанна Предтечи, за Преснею, Рогожской слободы ямщик Александр Павлов Напалков изъявил желание на собственные средства сделать каменную пристройку к означенной церкви, с северной и южной сторон паперти и колокольни, для увеличения трапезы и устройства особых помещений ризницы и кладовой. Староста же церкви, московский купец Георгий Стефанов Митюшин, заявил готовность пожертвовать средства для штукатурки и окончательной отделки всей пристройки. Находя таковое расширение церкви весьма желательным, а устроение ризницы и кладовой необходимым, просим разрешить произвести означенную пристройку…».
20 марта последовала положительная резолюция митрополита, и 22 мая 1894 года была заложена трапезная при приделах храма по проекту архитектора Павла Кудрина. Возможно, следующим летом, когда устоялась кладка, пристройку оштукатурили и покрасили в цвет всего храма.
На этом завершилось начатое в 1714 году строительство каменного храма. В натуре и на плане 1913 года хорошо видно, что храм поставлен косо по отношению к Малому Предтеченскому переулку, на который он выходит. Храм смотрит в сторону Нововаганькова, которое было для него главным ориентиром в конце XVII — начале XVIII века. Затем в топографии местности возобладали параллельно расположенные Пресненские улицы, система градостроительных координат сместилась к северу, и храм в неё не вместился. Пристройки боковых объёмов в 1894 году пытались сгладить этот перекос за счёт удлинения западного фасада храма и придания ему плоскостно-монументального характера. Вблизи неправильность расположения храма практически незаметна, но издали, со стороны Большого Предтеченского переулка, видно, что храм расположен к нему под углом.

##### Работы В. М. Васнецова в храме
В период с 1885 по 1898 год, когда настоятелем был протоиерей Феодор Ремов, отец известного епископа Варфоломея (Ремова), внутреннее убранство храма было полностью обновлено. Были заменены алтарные преграды и выполнена монументальная живопись. При этом древние иконы были бережно сохранены. Именно в это время в храме Рождества Иоанна Предтечи на Пресне появилась настенная живопись, созданная Виктором Михайловичем Васнецовым. Закончив  работы по росписи храма Святого Владимира в Киеве 1896 году,  Васнецов вернулся в Москву и выполнил эскизы храма на Пресне. Подтверждением этому  предположения может служить тот факт, что В. М. Васнецов был записан в синодиках храма Рождества Иоанна Предтечи на вечное поминовение, а также воспоминания старейшей прихожанки храма Т. А. Енько, скончавшейся в 1998 году, дед которой А. П. Напалков на собственные сбережения перестраивал церковь. По  словам  деда в 1890-е годы В. М. Васнецов неоднократно бывал в храме Рождества Иоанна Предтечи и лично руководил росписями стен. Роспись храма была закончена в 1898 году.
В поздние годы роспись храма была перекрыта поздними наслоениями неумелой реставрации. На протяжении длительного времени единственной работой, достоверно атрибутированной Васнецову в Предтеченском храме, считался образ «Оплакивание Христа», расположенный в нише для хранения плащаничной гробницы в северной стене четверика храма. Это произведение стилистически схоже с работой выполненной Васнецовым в 1896 году для Свято-Владимирского собора в Киеве.  В 2007 году под руководством художника-реставратора В. К. Потапчука были проведены масштабные исследования. В ходе работы на стенах алтаря были обнаружены многочисленные слои живописи, созданные в разные периоды времени.  Самый нижний слой, предположительно был создан по эскизам В. М. Васнецова. После проведения реставрационных работ были восстановлены росписи и мозаики так, как они были сделаны в XIX веке. 
В процессе реставрации в ризнице храма было найдено станковое произведение кисти В. М. Васнецова — полотно «Отечество» выполненное в технике «сухая кисть» на тонкой ткани из хлопка, натянутой на подрамник. В настоящее время это полотно вставлено как витраж в южной части четверика храма.

### Советский период (1917—1990)
В марте 1922 года власти приступили к изъятию церковных ценностей из Кремля и московских церквей и монастырей, в том числе 31 марта — из Предтеченского храма. Сохранились несколько «совершенно секретных» отчётов председателя Губкомиссии Филиппа Медведя, заместителя чекиста Иосифа Уншлихта, из которых следует, что 31 марта и 1 апреля изъятию из них ценностей подлежали 12 храмов Краснопресненского района. Всего из храма были изъяты 8 пудов 30 фунтов 30 золотников серебра, 4 золотника золота, 24 бриллианта, 1 рубин и мелкий жемчуг.
В 1922 году настоятелем храма оставался отец Алексий Флерин (прослужил на приходе до 1937 года). Храм во многом, видимо, благодаря своему настоятелю избежал сетей обновленческого раскола, и на всём протяжении 1920—1930-х годов, когда повсеместно закрывали и рушили святыни, изгоняли и преследовали духовенство, не прерывал богослужений. Они не прекратились ни разу за все годы советской власти.
В 1930 году церковь была лишена звона. Сбрасывая колокола, борцы с религией повредили ступени крыльца. В это время были осквернены захоронения старого кладбища.
В послевоенные годы с оживлением церковной жизни появилась возможность заняться ремонтом храма. Значительный цикл работ в храме приходится на 1960-е годы. Была восстановлена живопись, позолота Царских врат, обновлены паникадила. Латунные решетки на главной и придельных солеях заменены мраморной балюстрадой. Боковые стены прохода и столпов трапезной облицованы белым мрамором. В нижние части окон трапезной вставлены плохо сохранившиеся цветные расписные стекла. Были заложены придельные части западной стены трапезной, до тех пор открывавшиеся через деревянную балюстраду в храм. В северо-западной нижней комнате устроили крестильню, что по тем временам было редкостью. В 1960—1961 годах провели центральное отопление. Дубовый тамбур из притвора в трапезную разобрали. Бойлерная разместилась в западном подвале, где стоял калорифер; в восточном подвале устроили склад. Тогда же был выстроен отдельный домик для кухни, столовой и туалета. Прорублены боковые двери из трапезной на церковный двор и сделана капитальная каменная ограда двора. Сам храм был покрыт железом. В таком виде храм и двор предстают перед нами и в настоящее время.
В послевоенные годы храм превратился из когда-то окраинного в один из самых почитаемых и посещаемых в церковной Москве.

### Современный период

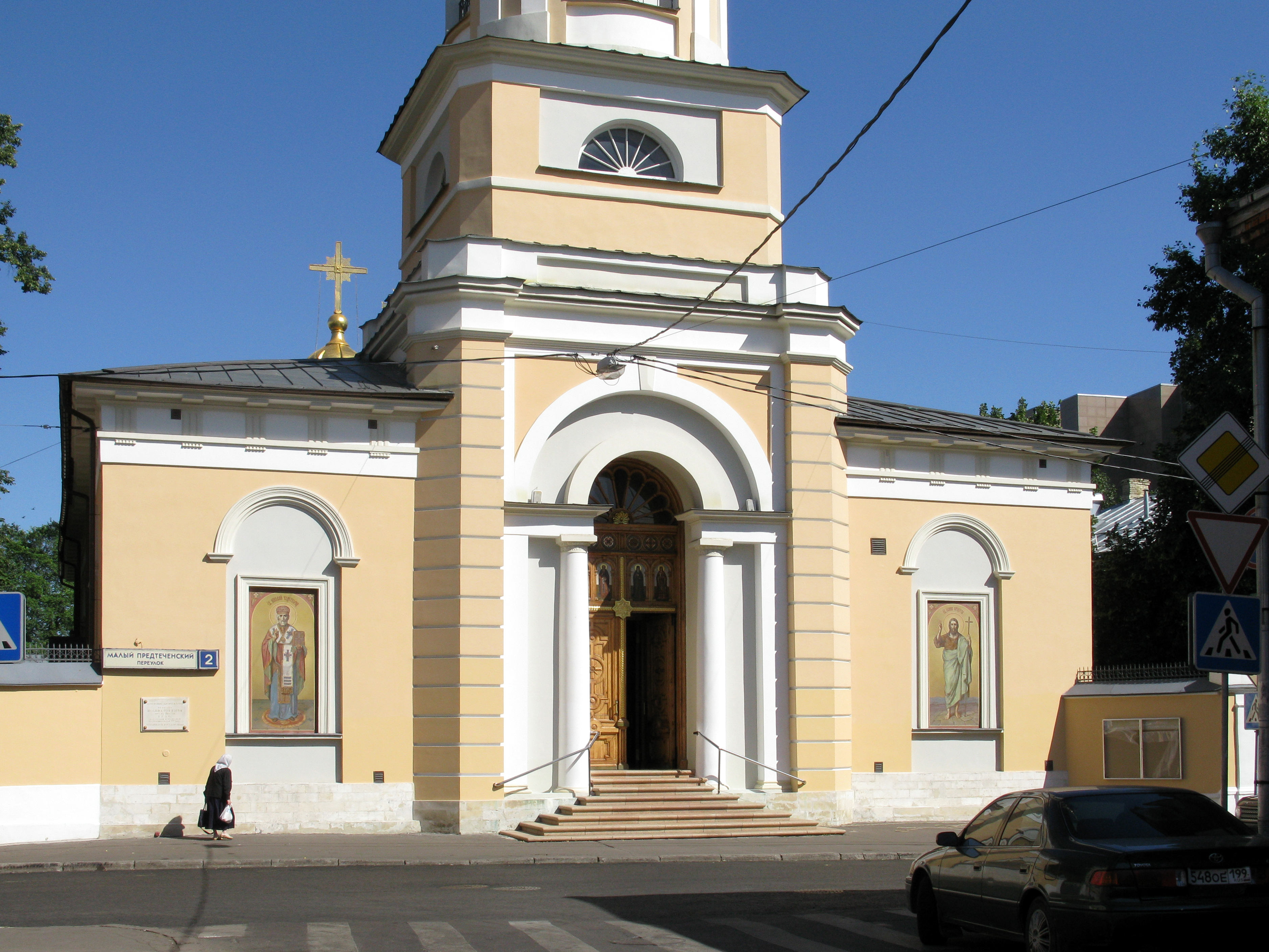
Центральный вход храма

С окончанием советского периода открылись реальные возможности для разносторонней деятельности прихода. В 1990-е годы под руководством настоятеля о. Николая (Ситникова) были выполнены значительные ремонтные работы: крыша храма покрыта листовой медью с заменой и переборкой стропил и подрешетника. Позолочен крест с колокольни. Возобновлён колокольный звон. Колокола из северного притвора, где ютилась звонница, вынесены наверх; к набору малых был добавлен большой новый колокол. При входе в храм в боковых нишах установлены иконы Св. Иоанна Крестителя и Св. Николая, восстановлены иконы на жести над окнами трапезной с юга и севера и на южных въездных воротах. Двор вымощен брусчаткой. Внутри храма была произведена промывка всех стен и сводов. К старым образам прибавились иконы новопрославленных в недавнее время святых.
Постановлением правительства Москвы приходу возвращена часть бывшей церковной земли в 13 соток, которую приходу ещё предстоит освоить.
За последние годы в помещении крестильни выстроена мраморная купель в форме креста для крещения взрослых с полным погружением.
При храме вот уже более 15 лет действует воскресная школа. С 1995 года приход духовно окормляет пациентов городской клинической больницы № 19.

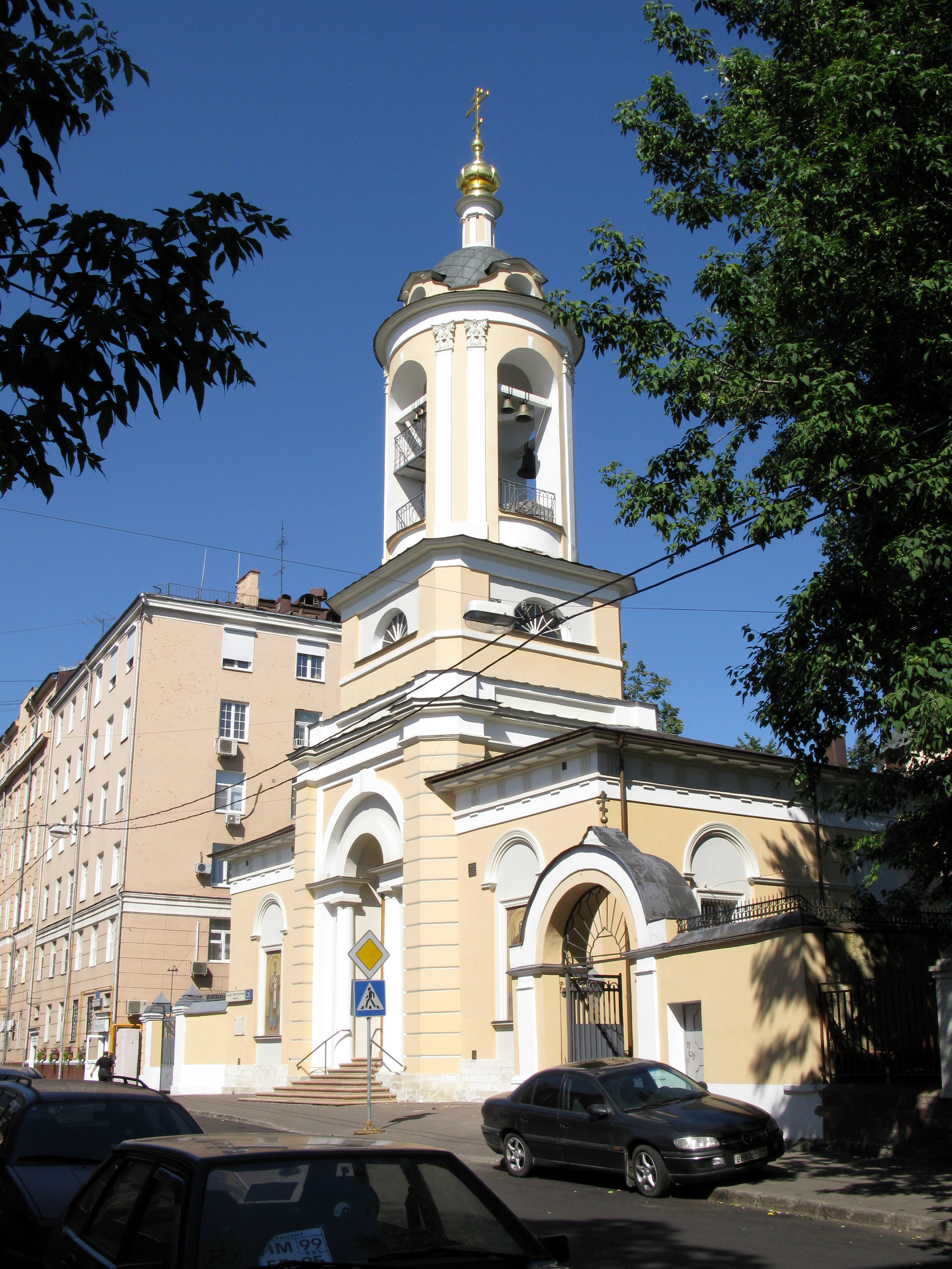
Вид с Малого Предтеченского переулка
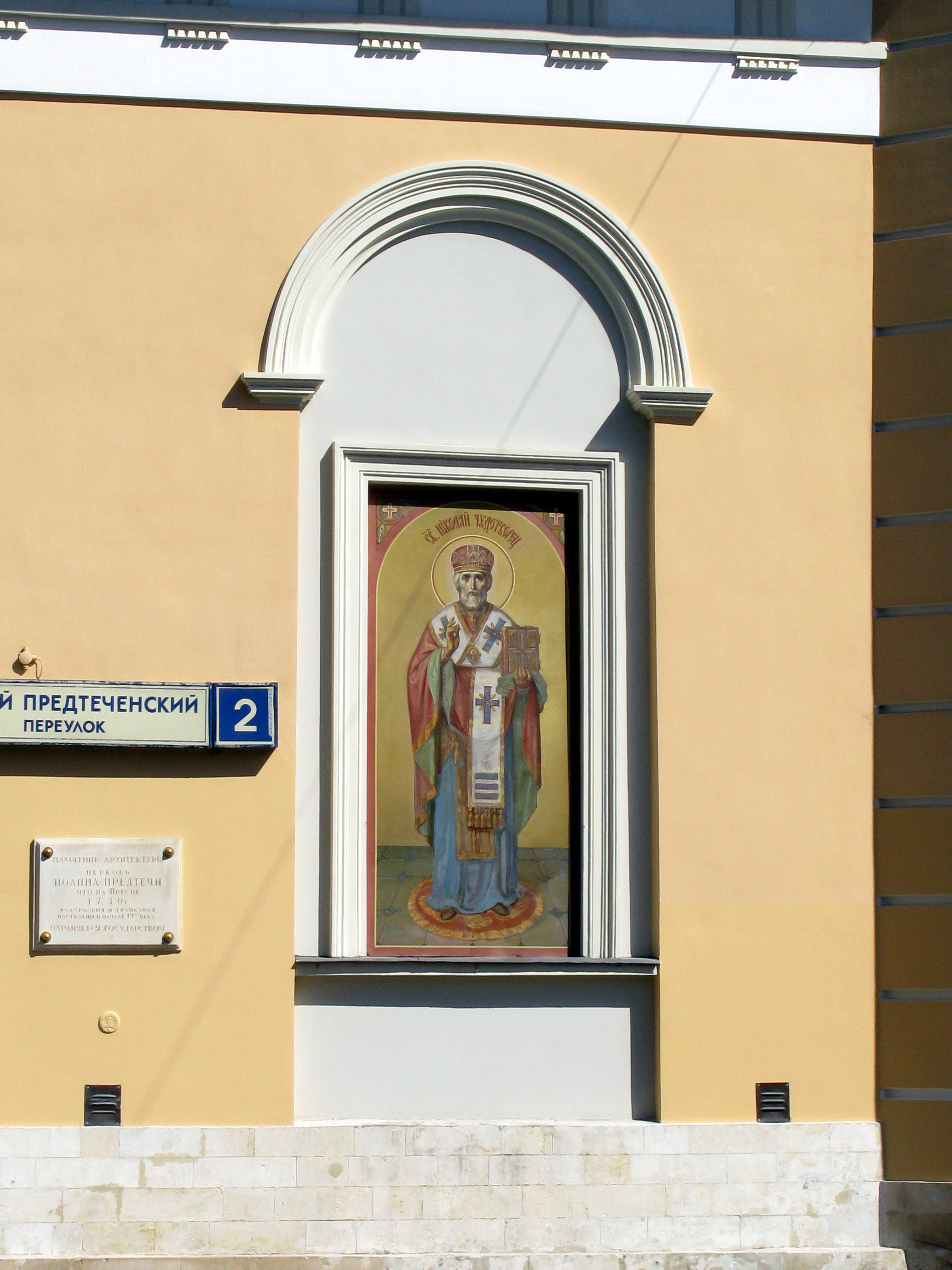
Святитель Николай Чудотворец, фреска
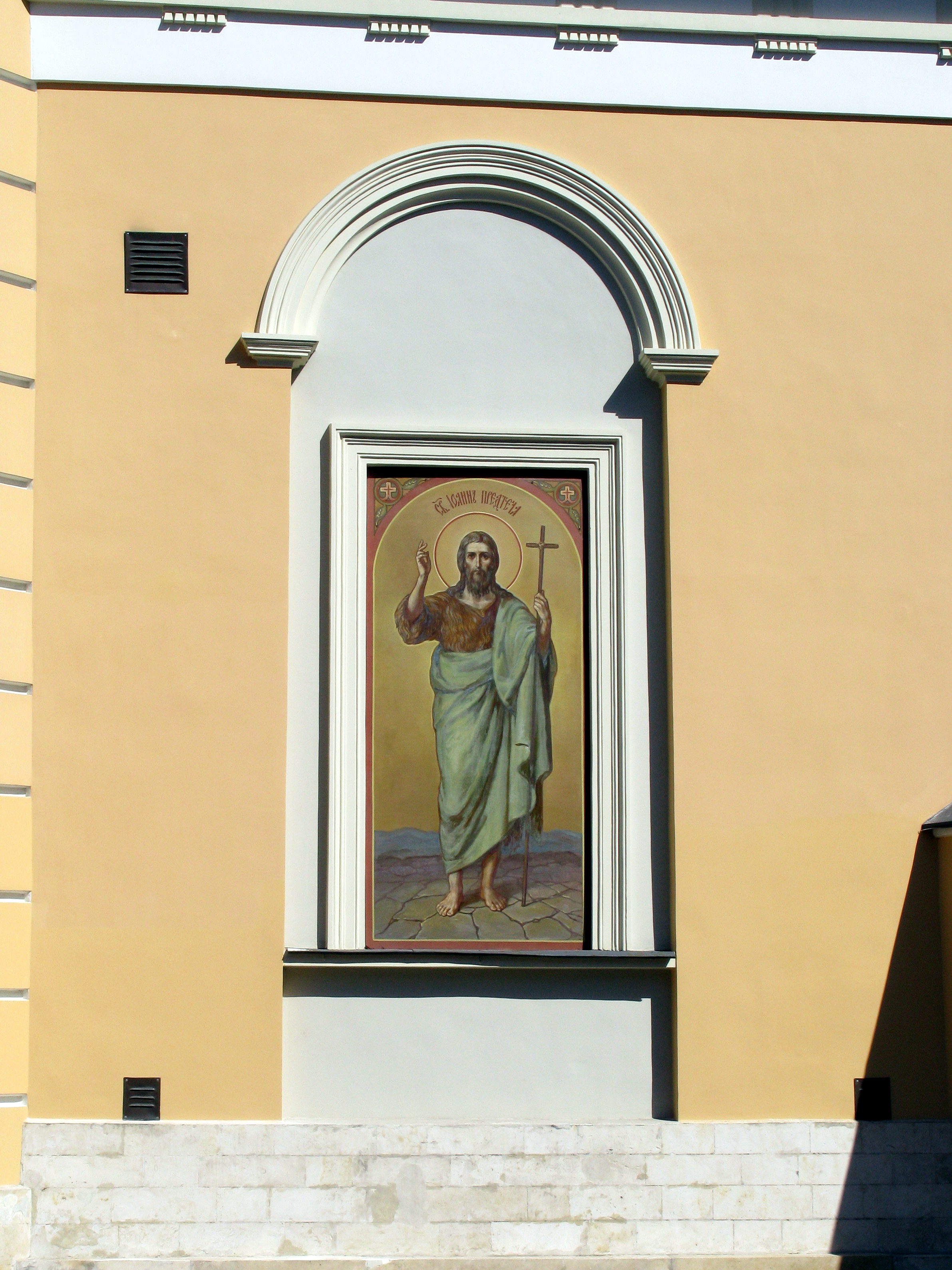
Святой Иоанн Предтеча, фреска

## Духовенство
- Митрополит Волоколамский Антоний (Севрюк) — настоятель храма.
- Протоиерей Валерий Мишин.
- Протоиерей Дионисий Лобов.
- Иерей Максим Романов.
- Иерей Алексий Воронцов.
- Иерей Максим Бояров.
- Диакон Сергий Бобров.
- Диакон Евгений Кузнецов[2].

## Святыни
- Икона святого Иоанна Крестителя «Ангел пустыни». Первая пол. XVII века
- Рудненская икона Божией Матери из главного иконостаса храма. Кон. XVII века.
- Икона святого мученика Иоанна Воина. Кон. XVII века.
- Икона Спасителя из главного иконостаса храма. Кон. XVII века
- Икона «Ветхозаветная Троица». Конец XVII века — начало XVIII века[3]